# Rezerwat przyrody Nowinka
Rezerwat przyrody Nowinka – rezerwat leśny położony w województwie warmińsko-mazurskim, w gminie Tolkmicko, nadleśnictwie Elbląg. Znajduje się w granicach Parku Krajobrazowego Wysoczyzny Elbląskiej.
Aktem powołującym jest Rozporządzenie Nr 55 z dnia 28.12.06 r. w sprawie uznania za rezerwat przyrody „Nowinka” (Dz. Urz. Woj. Warm.- Maz. Nr 6, poz. 136 z 11.01.07 r.).
Rezerwat powołano w celu zachowania oraz ochrony malowniczych dolin erozyjnych, występujących w nich wysięków i zabagnień oraz porastających je zbiorowisk leśnych. Zajmuje powierzchnię 73,98 ha.
Rezerwat charakteryzuje się urozmaiconą rzeźbą terenu – występują tu wzniesienia (najwyższe mierzy 101,5 m n.p.m.) i głębokie wąwozy, których dnem płyną cieki wodne łączące się w jeden ciek, stanowiący dopływ Stradanki.
Obszar rezerwatu porasta las liściasty (głównie bukowy) z niewielką domieszką gatunków iglastych. W dolinach cieków i wilgotnych miejscach występują lasy łęgowe i olsy. Na terenie rezerwatu stwierdzano występowanie roślin objętych ochroną gatunkową, takich jak: widłak wroniec, paprotka zwyczajna, kopytnik pospolity, bluszcz pospolity, pierwiosnek lekarski, marzanka wonna, konwalia majowa, wawrzynek wilczełyko, kalina koralowa oraz storczyki: kruszczyk siny, kruszczyk szerokolistny, gnieźnik leśny.